# ALT Linux
ALT Linux este o distribuție de Linux bazată pe RPM.